# Litva na zimních olympijských hrách
Litva na zimních olympijských hrách startuje od roku 1928. Toto je přehled účastí, medailového zisku a vlajkonošů na dané sportovní události.

## Účast na Zimních olympijských hrách
| Dějiště ZOH | ZOH      | Vlajkonoš                             | Zlatá medaile | Stříbrná medaile | Bronzová medaile | Celkem |
| --- | -------- | ------------------------------------- | ------------- | ---------------- | ---------------- | ------ |
| 1928 Svatý Mořic                                                                                                 | ZOH 1928 | nebyl                                 | 0             | 0                | 0                | 0      |
| 1932 Lake Placid                                                                                                 | ZOH 1932 | –                                     | –             | –                | –                | –      |
| 1936 Garmisch-Partenkirchen                                                                                      | ZOH 1936 | –                                     | –             | –                | –                | –      |
| V období 1940–1990 byla Litva součástí Sovětského svazu, který litevští sportovci reprezentovali na V.–XV. hrách |          |                                       |               |                  |                  |        |
| 1992 Albertville                                                                                                 | ZOH 1992 | Gintaras Jasinskas                    | 0             | 0                | 0                | 0      |
| 1994 Lillehammer                                                                                                 | ZOH 1994 | Povilas Vanagas                       | 0             | 0                | 0                | 0      |
| 1998 Nagano | ZOH 1998 | Povilas Vanagas                       | 0             | 0                | 0                | 0      |
| 2002 Salt Lake City                                                                                              | ZOH 2002 | Ricardas Panavas                      | 0             | 0                | 0                | 0      |
| 2006 Turín | ZOH 2006 | Vida Vencienėová                      | 0             | 0                | 0                | 0      |
| 2010 Vancouver                                                                                                   | ZOH 2010 | Irina Terentjeva                      | 0             | 0                | 0                | 0      |
| 2014 Soči | ZOH 2014 | Deividas Stagni                       | 0             | 0                | 0                | 0      |
| 2018 Pchjongčchang                                                                                               | ZOH 2018 | Tomáš Kaukėnas                        | 0             | 0                | 0                | 0      |
| 2022 Peking | ZOH 2022 | Deividas Kizala Paulina Ramanauskaitė | 0             | 0                | 0                | 0      |
| 2026 Milán | ZOH 2026 |                                       |               |                  |                  |        |
| Celkem | 10       |                                       | 0             | 0                | 0                | 0      |
| Zdroj na Olympedia.org                                                                                           |          |                                       |               |                  |                  |        |